# Rouet, Hérault
Rouet är en kommun i departementet Hérault i regionen Occitanien i södra Frankrike. Kommunen ligger i kantonen Saint-Martin-de-Londres som tillhör arrondissementet Lodève. År 2022 hade Rouet 69 invånare.

## Befolkningsutveckling
Antalet invånare i kommunen Rouet
Referens:INSEE